# Formula Regional Asia Series 2021
Die Formula Regional Asia Series 2021 (offiziell Formula Regional Asia Series by Alpine 2022) wäre die 21. Saison der Formula Regional Asia Series sowie die erste Saison als FIA-zertifizierte Formel-Regional-Rennserie gewesen. Es wären zwölf Rennen in China und Malaysia geplant gewesen. Die Saison hätte am 23. Mai in Ningbo beginnen und am 5. Dezember in Zhuhai enden sollen.

## Teams und Fahrer
Alle Teams und Fahrer hätten das Tatuus-Chassis F3 T-318 und einen aufgeladenen 1,8-Liter-MR18DDT-Turbomotor von Alpine verwendet.

## Rennkalender
Der Rennkalender wurde am 21. Dezember 2020 veröffentlicht. Ursprünglich hätte die Meisterschaft am 23. Mai 2021 starten sollen, allerdings fand das erste Event nicht statt. Zudem wurde vier Tage nach dem Lauf alle Motorsportaktivitäten in China aufgrund der COVID-19-Politik Chinas untersagt. Am 30. November 2021 wurde die Saison offiziell abgesagt.
| Nr. | Datum         | Rennstrecke                                 | Sieger                                                                        | Zweiter                                                                       | Dritter                                                                       | Pole-Position                                                                 | Schnellste Rennrunde                                                          |
| --- | ------------- | ------------------------------------------- | ----------------------------------------------------------------------------- | ----------------------------------------------------------------------------- | ----------------------------------------------------------------------------- | ----------------------------------------------------------------------------- | ----------------------------------------------------------------------------- |
| 0–. | 23. Mai       | Ningbo International Circuit (Ningbo)       | aufgrund der Restriktionen bedingt durch die COVID-19-Politik Chinas abgesagt | aufgrund der Restriktionen bedingt durch die COVID-19-Politik Chinas abgesagt | aufgrund der Restriktionen bedingt durch die COVID-19-Politik Chinas abgesagt | aufgrund der Restriktionen bedingt durch die COVID-19-Politik Chinas abgesagt | aufgrund der Restriktionen bedingt durch die COVID-19-Politik Chinas abgesagt |
| 0–. | 23. Mai       | Ningbo International Circuit (Ningbo)       | aufgrund der Restriktionen bedingt durch die COVID-19-Politik Chinas abgesagt | aufgrund der Restriktionen bedingt durch die COVID-19-Politik Chinas abgesagt | aufgrund der Restriktionen bedingt durch die COVID-19-Politik Chinas abgesagt | aufgrund der Restriktionen bedingt durch die COVID-19-Politik Chinas abgesagt | aufgrund der Restriktionen bedingt durch die COVID-19-Politik Chinas abgesagt |
| 0–. | 20. Juni      | Zhuhai International Circuit (Zhuhai 1)     | aufgrund der Restriktionen bedingt durch die COVID-19-Politik Chinas abgesagt | aufgrund der Restriktionen bedingt durch die COVID-19-Politik Chinas abgesagt | aufgrund der Restriktionen bedingt durch die COVID-19-Politik Chinas abgesagt | aufgrund der Restriktionen bedingt durch die COVID-19-Politik Chinas abgesagt | aufgrund der Restriktionen bedingt durch die COVID-19-Politik Chinas abgesagt |
| 0–. | 20. Juni      | Zhuhai International Circuit (Zhuhai 1)     | aufgrund der Restriktionen bedingt durch die COVID-19-Politik Chinas abgesagt | aufgrund der Restriktionen bedingt durch die COVID-19-Politik Chinas abgesagt | aufgrund der Restriktionen bedingt durch die COVID-19-Politik Chinas abgesagt | aufgrund der Restriktionen bedingt durch die COVID-19-Politik Chinas abgesagt | aufgrund der Restriktionen bedingt durch die COVID-19-Politik Chinas abgesagt |
| 0–. | 18. Juli      | Zhengzhou International Circuit (Zhengzhou) | aufgrund der Restriktionen bedingt durch die COVID-19-Politik Chinas abgesagt | aufgrund der Restriktionen bedingt durch die COVID-19-Politik Chinas abgesagt | aufgrund der Restriktionen bedingt durch die COVID-19-Politik Chinas abgesagt | aufgrund der Restriktionen bedingt durch die COVID-19-Politik Chinas abgesagt | aufgrund der Restriktionen bedingt durch die COVID-19-Politik Chinas abgesagt |
| 0–. | 18. Juli      | Zhengzhou International Circuit (Zhengzhou) | aufgrund der Restriktionen bedingt durch die COVID-19-Politik Chinas abgesagt | aufgrund der Restriktionen bedingt durch die COVID-19-Politik Chinas abgesagt | aufgrund der Restriktionen bedingt durch die COVID-19-Politik Chinas abgesagt | aufgrund der Restriktionen bedingt durch die COVID-19-Politik Chinas abgesagt | aufgrund der Restriktionen bedingt durch die COVID-19-Politik Chinas abgesagt |
| 0–. | 15. August    | Sepang International Circuit (Sepang 1)     | aufgrund der Restriktionen bedingt durch die COVID-19-Politik Chinas abgesagt | aufgrund der Restriktionen bedingt durch die COVID-19-Politik Chinas abgesagt | aufgrund der Restriktionen bedingt durch die COVID-19-Politik Chinas abgesagt | aufgrund der Restriktionen bedingt durch die COVID-19-Politik Chinas abgesagt | aufgrund der Restriktionen bedingt durch die COVID-19-Politik Chinas abgesagt |
| 0–. | 15. August    | Sepang International Circuit (Sepang 1)     | aufgrund der Restriktionen bedingt durch die COVID-19-Politik Chinas abgesagt | aufgrund der Restriktionen bedingt durch die COVID-19-Politik Chinas abgesagt | aufgrund der Restriktionen bedingt durch die COVID-19-Politik Chinas abgesagt | aufgrund der Restriktionen bedingt durch die COVID-19-Politik Chinas abgesagt | aufgrund der Restriktionen bedingt durch die COVID-19-Politik Chinas abgesagt |
| 0–. | 18. September | Sepang International Circuit (Sepang 2)     | aufgrund der Restriktionen bedingt durch die COVID-19-Politik Chinas abgesagt | aufgrund der Restriktionen bedingt durch die COVID-19-Politik Chinas abgesagt | aufgrund der Restriktionen bedingt durch die COVID-19-Politik Chinas abgesagt | aufgrund der Restriktionen bedingt durch die COVID-19-Politik Chinas abgesagt | aufgrund der Restriktionen bedingt durch die COVID-19-Politik Chinas abgesagt |
| 0–. | 18. September | Sepang International Circuit (Sepang 2)     | aufgrund der Restriktionen bedingt durch die COVID-19-Politik Chinas abgesagt | aufgrund der Restriktionen bedingt durch die COVID-19-Politik Chinas abgesagt | aufgrund der Restriktionen bedingt durch die COVID-19-Politik Chinas abgesagt | aufgrund der Restriktionen bedingt durch die COVID-19-Politik Chinas abgesagt | aufgrund der Restriktionen bedingt durch die COVID-19-Politik Chinas abgesagt |
| 0–. | 05. Dezember  | Zhuhai International Circuit (Zhuhai 2)     | aufgrund der Restriktionen bedingt durch die COVID-19-Politik Chinas abgesagt | aufgrund der Restriktionen bedingt durch die COVID-19-Politik Chinas abgesagt | aufgrund der Restriktionen bedingt durch die COVID-19-Politik Chinas abgesagt | aufgrund der Restriktionen bedingt durch die COVID-19-Politik Chinas abgesagt | aufgrund der Restriktionen bedingt durch die COVID-19-Politik Chinas abgesagt |
| 0–. | 05. Dezember  | Zhuhai International Circuit (Zhuhai 2)     | aufgrund der Restriktionen bedingt durch die COVID-19-Politik Chinas abgesagt | aufgrund der Restriktionen bedingt durch die COVID-19-Politik Chinas abgesagt | aufgrund der Restriktionen bedingt durch die COVID-19-Politik Chinas abgesagt | aufgrund der Restriktionen bedingt durch die COVID-19-Politik Chinas abgesagt | aufgrund der Restriktionen bedingt durch die COVID-19-Politik Chinas abgesagt |